# Centaurea aspera

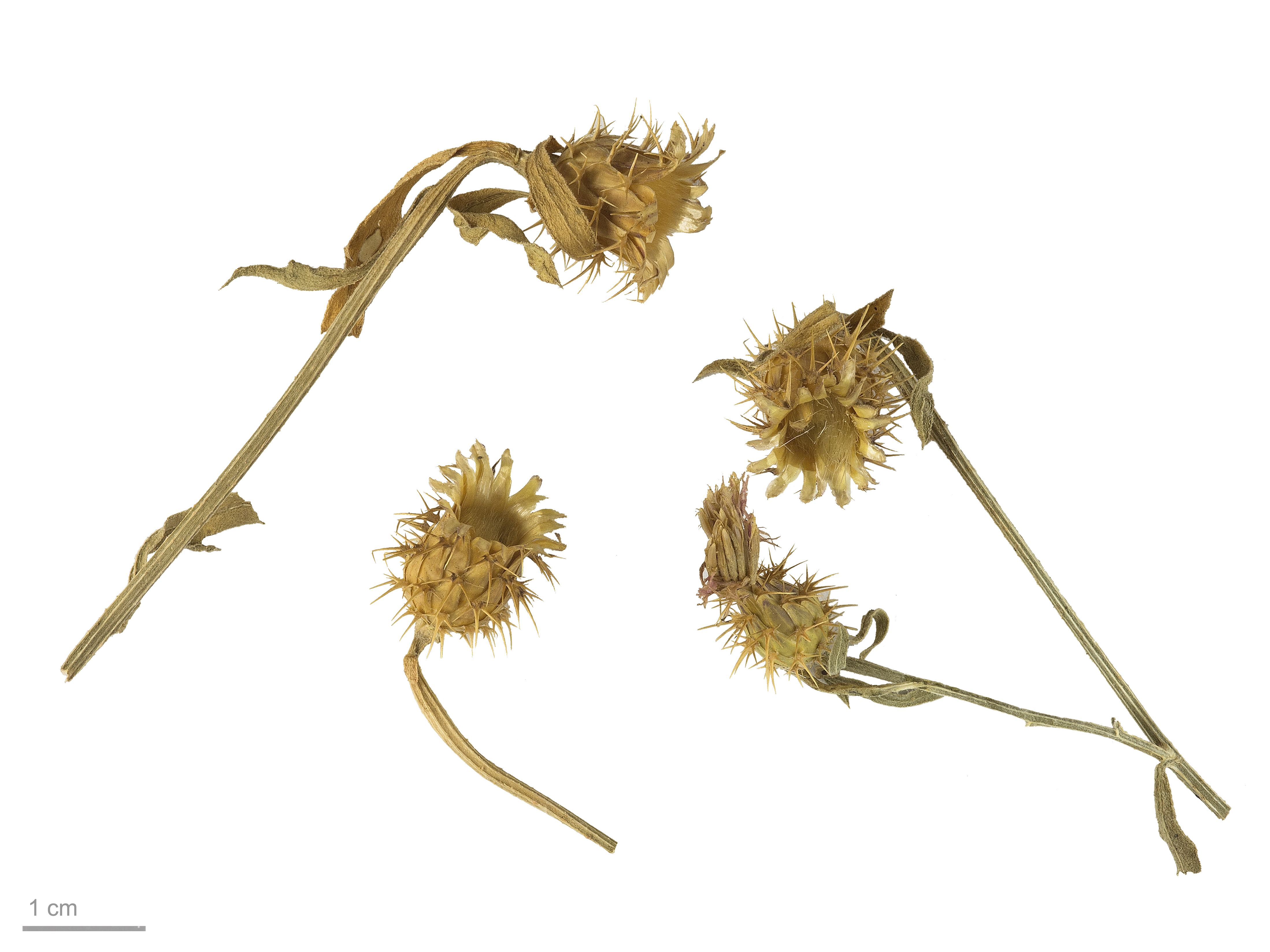
Centaurea aspera - MHNT

Centaurea aspera é uma espécie de planta com flor pertencente à família Asteraceae. 
A autoridade científica da espécie é L., tendo sido publicada em Species Plantarum 2: 916. 1753.
O seu nome comum é lóios-ásperos.
Além da subespécie nominotípica (C. aspera subsp. aspera), possui a subespécie Centaurea aspera subsp. stenophylla. A autoridade científica da subespécie é (Dufour) Nyman, tendo sido publicada em Consp. Fl. Eur.: 432. 1879.

## Portugal
Trata-se de uma subespécie presente no território português, nomeadamente em Portugal Continental.
Em termos de naturalidade é nativa da região atrás indicada.

Não se encontra protegida por legislação portuguesa ou da Comunidade Europeia.[carece de fontes?]